# Sokołda

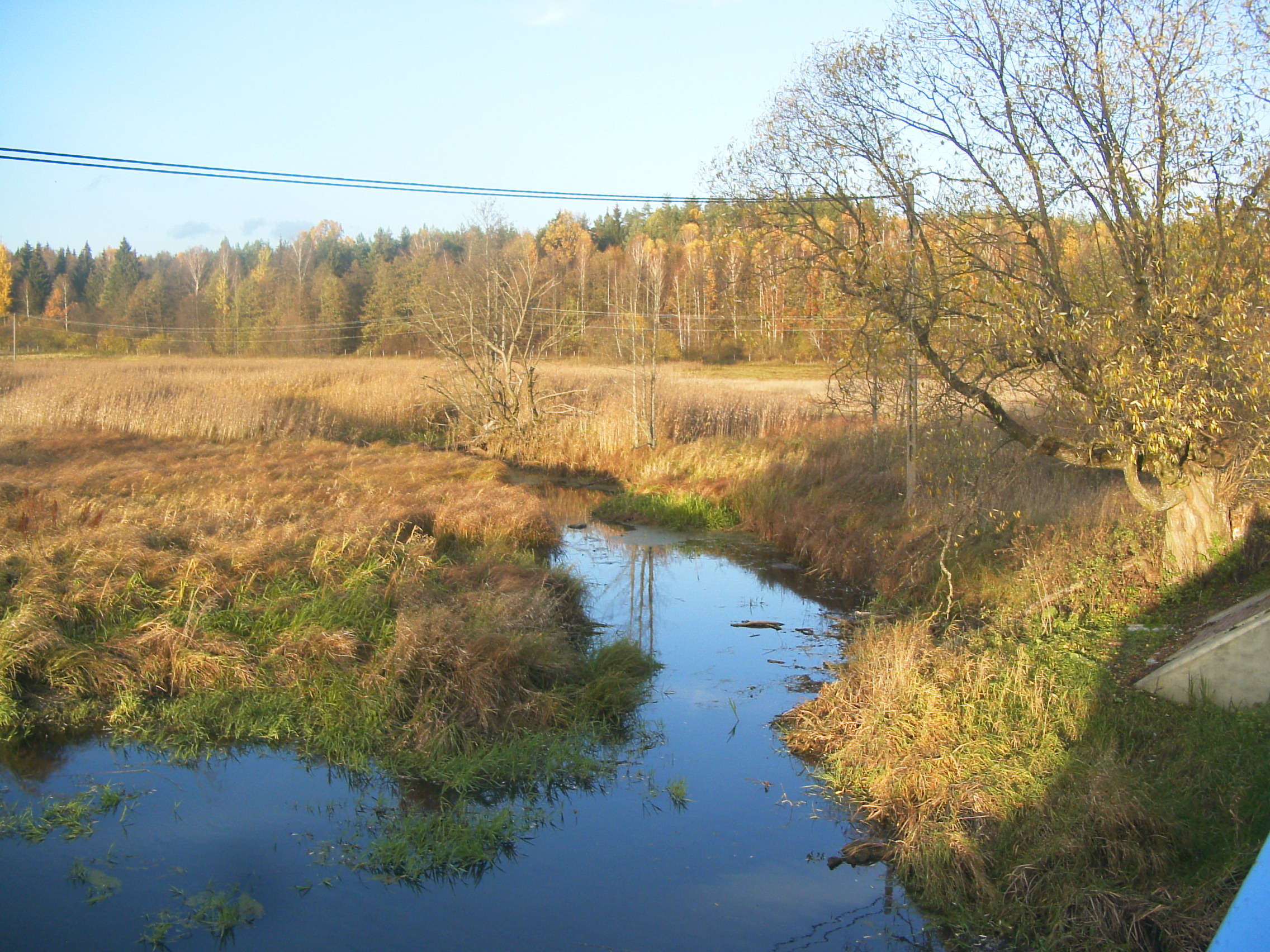
Widok na rzeczkę z mostu w Sokołdzie

Sokołda – wieś w Polsce, w województwie podlaskim, w powiecie białostockim, w gminie Supraśl.
Miejscowość położona jest w Puszczy Knyszyńskiej, przy drodze z Supraśla do Krynek. Przez wieś przepływa rzeczka o tej samej nazwie Sokołda, prawy dopływ Supraśli.

## Historia
Wieś królewska ekonomii grodzieńskiej położona była w końcu XVIII wieku  w Wielkim Księstwie Litewskim w powiecie grodzieńskim województwa trockiego.
Według Pierwszego Powszechnego Spisu Ludności z 1921 roku wieś Sokołda liczyła 25 domów i zamieszkiwały ją 163 osoby (77 kobiet i 86 mężczyzn). Większość mieszkańców miejscowości (125 osób) zadeklarowała wyznanie prawosławne, pozostali podali wyznanie rzymskokatolickie (38 osób). Pod względem narodowościowym większość stanowili mieszkańcy, którzy zadeklarowali narodowość białoruską (120 osób); reszta zgłosiła narodowość polską (43 osoby). W okresie międzywojennym, miejscowość znajdowała się w powiecie sokólskim, w gminie Szudziałowo.
W latach 1975–1998 miejscowość administracyjnie należała do województwa białostockiego.
W 1980 r. w Sokołdzie dokonano badań dialektologiczno-językowych pod kierunkiem Janusza Siatkowskiego, w ramach których odnotowano, że mieszkańcy między sobą mówią przeważnie po białorusku, częściowo po polsku.

## Inne
W strukturach administracyjnych Cerkwi Prawosławnej w Polsce wieś podlega parafii pw. Zwiastowania Przenajświętszej Bogurodzicy i św. Jana Teologa w Supraślu. Natomiast wierni kościoła rzymskokatolickiego należą do parafii Najświętszej Maryi Panny Królowej Polski w Supraślu.
| SIMC    | Nazwa  | Rodzaj  |
| ------- | ------ | ------- |
| 0041677 | Zdroje | kolonia |